# The Affair
The Affair ist eine US-amerikanische Dramaserie mit Dominic West und Ruth Wilson in den Hauptrollen, die von Sarah Treem und Hagai Levi kreiert und für den Fernsehsender Showtime produziert wurde. Sie handelt von einer außerehelichen Affäre zwischen dem Lehrer und Autor Noah Solloway und der Kellnerin Alison Lockhart sowie von den Auswirkungen dieses Seitensprungs auf ihre Familien. 
Die Serie wurde schon in ihrer ersten Staffel für drei Golden Globe Awards nominiert: die Serie selbst als Bestes Drama, Dominic West als Bester Schauspieler in einer Hauptrolle und Ruth Wilson als Beste Schauspielerin in einer Hauptrolle. Während West gegen Kevin Spacey, den Hauptdarsteller aus House of Cards verlor, gewann die Serie die anderen beiden Preise.
Das Besondere an der Erzählweise der Serie sind die parallelen Erzählstränge, die nacheinander die gleichen Szenen und erzählerischen Erinnerungen aus der jeweiligen männlichen und weiblichen Perspektive der Figuren Noah und Alison erzählen. In der zweiten Staffel wird diese Erzählweise erweitert durch die Perspektiven der Figuren Helen Solloway und Cole Lockhart, den betrogenen Ehepartnern der beiden Hauptfiguren. Diese filmische Erzählform wurde durch den japanischen Film Rashomon (1950) des Regisseurs Akira Kurosawa bekannt.

## Handlung
Angelpunkt der Handlung ist die außereheliche Affäre zwischen dem Lehrer und Autor Noah Solloway, einem verheirateten Vater von vier Kindern, und der als Kellnerin arbeitenden Krankenschwester Alison Lockhart, Mutter eines Sohnes, der vor Handlungsbeginn einem Unfalltod erlegen ist. Sie fühlt sich mitverantwortlich für den Tod des Sohnes, den sie, wie sie denkt, als Krankenschwester hätte verhindern können. 
Noah ist eigentlich glücklich verheiratet, jedoch plagen ihn Selbstzweifel, da er mehr und mehr von seinem reichen Schwiegervater, der ebenfalls Autor ist, abhängig ist. Noah brauchte zehn Jahre bis zur Veröffentlichung seines ersten mäßig erfolgreichen Buches und fühlt sich angesichts des Erfolges von Helens Vater unter Druck gesetzt und als Versager.

## Besetzung und Synchronisation
Die deutschsprachige Synchronisation der Serie entstand bei der Cinephon Filmproduktions GmbH unter Dialogregie und Dialogbuch von Reinhard Knapp und Ulrich Johannson.

### Hauptdarsteller
| Schauspieler            | Rolle                       | Hauptrolle | Nebenrolle / Gastrolle | Synchronsprecher                                       | Beschreibung                                                                          |
| ----------------------- | --------------------------- | ---------- | ---------------------- | ------------------------------------------------------ | ------------------------------------------------------------------------------------- |
| Dominic West            | Noah Solloway               | 1.01–5.11  |                        | Leon Boden                                             | Lehrer und Schriftsteller, erster Mann von Helen und zweiter Mann von Alison          |
| Ruth Wilson             | Alison Lockhart             | 1.01–4.10  |                        | Svantje Wascher                                        | Kellnerin, erste Frau von Cole und zweite Frau von Noah                               |
| Maura Tierney           | Helen Solloway              | 1.01–5.11  |                        | Silke Matthias                                         | Noahs erste Frau, erfolgreiche Geschäftsfrau und Mutter ihrer vier gemeinsamen Kinder |
| Joshua Jackson          | Cole Lockhart               | 1.01–4.10  |                        | Dennis Schmidt-Foß                                     | Alisons erster Mann, der eine Familienranch betreibt                                  |
| Julia Goldani Telles    | Whitney Solloway            | 1.01–5.11  |                        | Victoria Frenz                                         | älteste Tochter der Solloways                                                         |
| Jake Siciliano          | Martin Solloway             | 1.01–3.10  | 4.01, 5.01–5.11        | Marco Eßer (Staffel 1), Benjamin Krause (ab Staffel 2) | ältester Sohn der Solloways                                                           |
| Jadon Sand              | Trevor Solloway             | 1.01–5.11  |                        | Simon Halaski                                          | Sohn der Solloways                                                                    |
| Leya Catlett            | Stacey Solloway             | 1.01–2.12  |                        | Xara Eich                                              | Tochter der Solloways                                                                 |
| Abigail Dylan Harrison  | Stacey Solloway             | 3.01–5.11  |                        |                                                        | Tochter der Solloways                                                                 |
| Josh Stamberg           | Max Cadman                  | 2.01–2.12  | 1.01–1.10, 3.01–3.10   | Thomas Schmuckert                                      | ein Freund Noahs, der eine kurze Affäre mit Helen hat                                 |
| Catalina Sandino Moreno | Luisa Lèon                  | 3.01–4.10  | 2.02–2.12, 5.06–5.07   |                                                        | Coles zweite Frau                                                                     |
| Irène Jacob             | Juliette Le Gall            | 3.01–3.10  |                        |                                                        | Universitätsprofessorin                                                               |
| Omar Metwally           | Dr. Vic Ullah               | 3.01–4.10  | 2.01–2.12, 5.01–5.02   | Jaron Löwenberg                                        | Chirurg und späterer Lebensgefährte von Helen                                         |
| Sanaa Lathan            | Jenelle Wilson              | 4.01–5.03  |                        |                                                        | Rektorin einer öffentlichen Schule in Compton, Noahs spätere Freundin                 |
| Anna Paquin             | Joanie Lockhart (erwachsen) | 5.01–5.11  |                        | Berenice Weichert                                      | Alisons und Coles Tochter                                                             |

### Nebendarsteller
| Schauspieler      | Rolle               | Staffel | Synchronsprecher         | Beschreibung                                                     |
| ----------------- | ------------------- | ------- | ------------------------ | ---------------------------------------------------------------- |
| Victor Williams   | Detective Jeffries  | 1–2, 4  | Jörg Hengstler           | ein Polizist, der in einem Kriminalfall ermittelt                |
| John Doman        | Bruce Butler        | 1–3, 5  | Eberhard Haar            | Helens Vater                                                     |
| Kathleen Chalfant | Margaret            | 1–3, 5  | Kerstin Sanders-Dornseif | Helens Mutter                                                    |
| Mare Winningham   | Cherry              | 1–2, 5  | Liane Rudolph            | Coles Mutter                                                     |
| Colin Donnell     | Scotty Lockhart     | 1–2     | Robert Glatzeder         | Coles Bruder                                                     |
| Deirdre O’Connell | Athena Bailey       | 1–2, 4  |                          | Alisons Mutter                                                   |
| Brendan Fraser    | John Gunther        | 3       | Torsten Münchow          | Gefängniswärter von Noah                                         |
| Ramón Rodríguez   | Benjamin „Ben“ Cruz | 4       | Jan Andres               | ehemaliger Soldat, der sich in Alison verliebt                   |
| Christopher Meyer | Anton Gatewood      | 4–5     |                          | Sohn von Janelle Wilson und Schüler in Compton                   |
| Emily Browning    | Sierra              | 4–5     | Patrizia Carlucci        | Nachbarin von Helen und Vic in Los Angeles, Mutter von Vics Sohn |
| Claes Bang        | Sasha Mann          | 5       | Marcus Off               | Schauspieler und Schwarm von Helen                               |
| Jonathan Cake     | Furkat              | 3, 5    |                          | Künstler und Whitneys Verehrer                                   |
| Russell Hornsby   | Carl Gatewood       | 4–5     |                          | Janelles Ex-Mann und Antons Vater                                |

## Produktion
Am 8. Februar 2013 wurde bekannt, dass Showtime eine Pilotepisode zur Serie in Auftrag gegeben hat. Das Projekt wurde am 16. Januar 2014 als volle Serie mit einer Episodenanzahl von zehn Folgen bestellt. Noch während der zweiten Staffel wurde die Serie im Dezember 2015 für eine dritte Staffel verlängert. Im Januar 2017 wurde die Serie um eine vierte Staffel verlängert. Ende Juli 2018 gab Showtime bekannt, eine finale fünfte Staffel zu produzieren, welche vom 25. August bis 3. November 2019 ausgestrahlt wurde.

## Auszeichnungen

### Staffel 1
- Gewonnen:
  - Golden Globe Award 2015 – Beste Serie (Drama)
  - Golden Globe Award 2015 – Beste Serien-Hauptdarstellerin (Drama) – Ruth Wilson

- Nominierungen:
  - Critics’ Choice Television Award 2016 – Beste Nebendarstellerin in einer Dramaserie – Maura Tierney
  - Golden Globe Award 2015 – Bester Serien-Hauptdarsteller (Drama) – Dominic West
  - People’s Choice Awards 2015 – Beliebtester Pay-TV-Darsteller – Joshua Jackson
  - Satellite Award 2014 – Beste Fernsehserie (Drama)
  - Satellite Award 2014 – Beste Darstellerin in einer Serie (Drama) – Ruth Wilson
  - Writers Guild of America Award 2014 – Beste neue Serie

### Staffel 2
- Gewonnen:
  - Golden Globe Award 2016 – Beste Nebendarstellerin – Serie, Miniserie oder Fernsehfilm – Maura Tierney
  - Satellite Award 2016 – Bester Darsteller in einer Serie (Drama/Genre) – Dominic West

- Nominierungen:
  - Critics’ Choice Television Award 2016 – Beste Nebendarstellerin in einer Dramaserie – Maura Tierney
  - Primetime-Emmy-Verleihung 2016 – Beste Nebendarstellerin in einer Dramaserie – Maura Tierney
  - Satellite Award 2016 – Beste Fernsehserie (Drama)
  - Satellite Award 2016 – Beste Darstellerin in einer Serie (Drama/Genre) – Ruth Wilson
  - Satellite Award 2016 – Beste Nebendarstellerin in einer Serie, Miniserie oder einem Fernsehfilm – Maura Tierney